# Kordofan du Sud
Le Kordofan du Sud ou Kordofan méridional (en arabe : جنوب كردفان, ǧnwb krdfān, « Djanoub Kourdoufan ») est un État du Soudan. Sa capitale est Kadougli. 
Depuis 2012, cet État est le théâtre d'une rébellion armée. Fin 2023, plus de la moitié du Kordofan du Sud échappe encore au contrôle du gouvernement fédéral soudanais (en) au profit d'une faction du MPLS-N dirigée par Abdelaziz al-Hilu (en).
La population est majoritairement animiste et chrétienne[réf. nécessaire], mais avec une forte minorité de 25 % de Musulmans, surtout au nord du territoire. Une partition du territoire est envisagée, ou le sud rejoindrait le Soudan du sud, et le nord du territoire, qui serait incorporé au Soudan du nord. 

## Langues
Langues parlées dans le Kordofan du Sud :
Langues nilo-sahariennes:
- Langues kadougli
- Langues nubiennes
- Langues taman
- Langues nyima
- Langues dadjo orientales
- Langues temein

Langues nigéro-congolaises (langues kordofaniennes) :
- Langues katla
- Langues rashad
- Langues lafofa
- Langues talodi-heiban

## Annexe